# دوروتا دلونگ
دوروتا دلونگ (لهستانی: Dorota Deląg؛ زادهٔ ۷ اوت ۱۹۷۲) بازیگر اهل لهستان است.
از فیلم‌ها یا مجموعه‌های تلویزیونی که وی در آن‌ها نقش داشته‌است، می‌توان به سال‌های شیرین، سیاره مجرد، در خوشی و سختی، پدر متیو، ۳۹ و نیم و پرستار کودک اشاره نمود.